# Fritiof Tobison
Fritiof Gustaf Tobison, född 4 april 1892 i Västra Tunhem, Älvsborgs län, död 10 augusti 1981 i Stockholm, var en svensk målare, tecknare och grafiker.
Han var son till antikhandlaren Gustaf Theodor Tobison och Anna Ottonie Engström. Tobison studerade för Gunnar Hallström, Axel Erdmann och en kortare tid för Birger Simonsson vid Valands målarskola i Göteborg 1911–1916. Vid sidan av sina studier arbetade han med teaterteckningar för Göteborgs Morgonpost 1912–1914. Han vistades i Frankrike 1920–1923 och 1938–1939 där han studerade vid Académie Colarossi och Académie de la Grande Chaumière dessutom bedrev han självstudier under ett stort antal studieresor i Europa och Mexiko. Han började medverka i Göteborgs konstförenings Decemberutställningar 1924 och var därefter en regelbunden deltagare i föreningens utställningar. Tillsammans med Kristian Lundstedt ställde han ut på Göteborgs konsthall 1926. Hans konst består av figurer, porträtt, stadsbilder från Göteborg, landskapsskildringar och lekande barn. Tobison är representerad vid Göteborgs museum. 